# Parzynów (gromada)
Parzynów – dawna gromada, czyli najmniejsza jednostka podziału terytorialnego Polskiej Rzeczypospolitej Ludowej w latach 1954–1972.
Gromady, z gromadzkimi radami narodowymi (GRN) jako organami władzy najniższego stopnia na wsi, funkcjonowały od reformy reorganizującej administrację wiejską przeprowadzonej jesienią 1954 do momentu ich zniesienia z dniem 1 stycznia 1973, tym samym wypierając organizację gminną w latach 1954–1972.
Gromadę Parzynów z siedzibą GRN w Parzynowie utworzono – jako jedną z 8759 gromad na obszarze Polski – w powiecie kępińskim w woj. poznańskim, na mocy uchwały nr 23/54 WRN w Poznaniu z dnia 5 października 1954. W skład jednostki weszły obszary dotychczasowych gromad: Parzynów ze zniesionej gminy Kobylagóra i Rzetnia ze zniesionej gminy Kępno-Północ w tymże powiecie.
13 listopada 1954 (z mocą obowiązującą od 1 października 1954) gromada weszła w skład nowo utworzonego powiatu ostrzeszowskiego w tymże województwie, gdzie ustalono dla niej 12 członków gromadzkiej rady narodowej.
1 stycznia 1959 z gromady Parzynów wyłączono miejscowość Rzetnia, włączając ją do gromady Krążkowy w powiecie kępińskim w tymże województwie, po czym gromadę Parzynów zniesiono, włączając jej (pozostały) obszar do gromady Kobylagóra w powiecie ostrzeszowskim.